# 王宮 (マドリード)

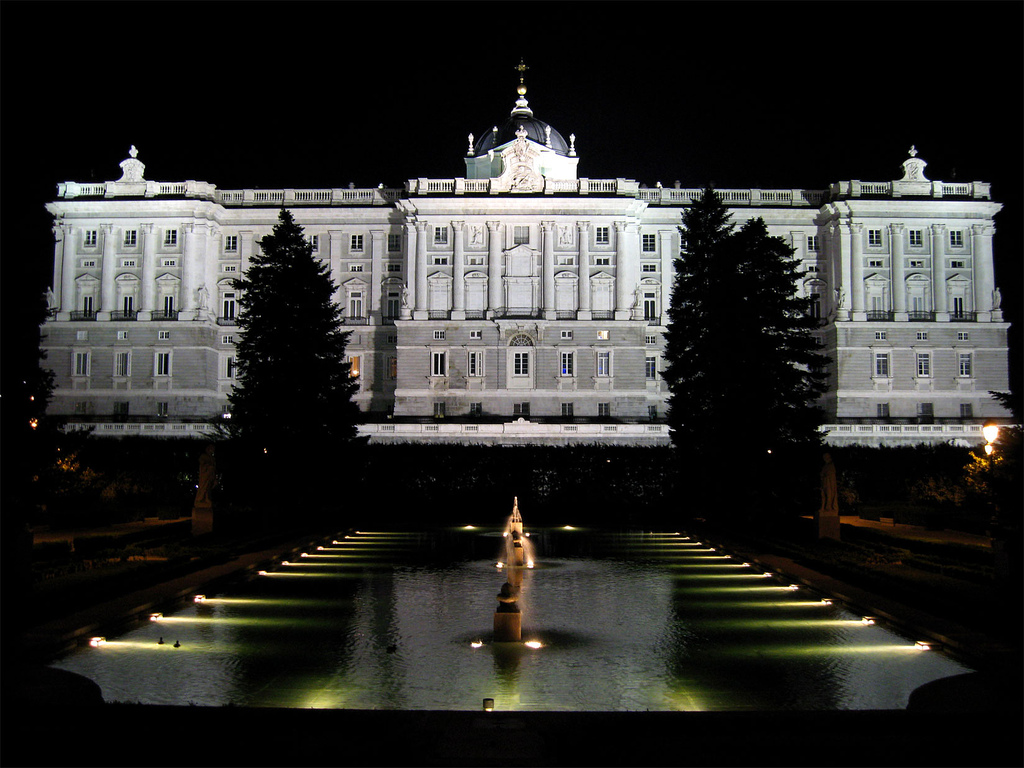
マドリード王宮

マドリード王宮（マドリードおうきゅう、西: Palacio Real de Madrid）は、スペイン・マドリードにある宮殿。オリエンテ宮殿（Palacio de Oriente）とも呼ばれる、スペイン王の王宮である。実際には国王や王族は住んでおらず、彼らは郊外にあるマドリード王宮より小さなサルスエラ宮殿に好んで暮らす。しかし、マドリード王宮は未だに国の行事に使用されている。宮殿はスペイン政府の所有で、外局の国家遺産局（Patrimonio Nacional）が管理している。
王宮は、マドリード中心部の西部バイレン通りにある。東はマンサナーレス川で、マドリード地下鉄オペラ駅が最寄りである。宮殿は、公的行事で使用される時を除き、一般公開されている。

## 歴史

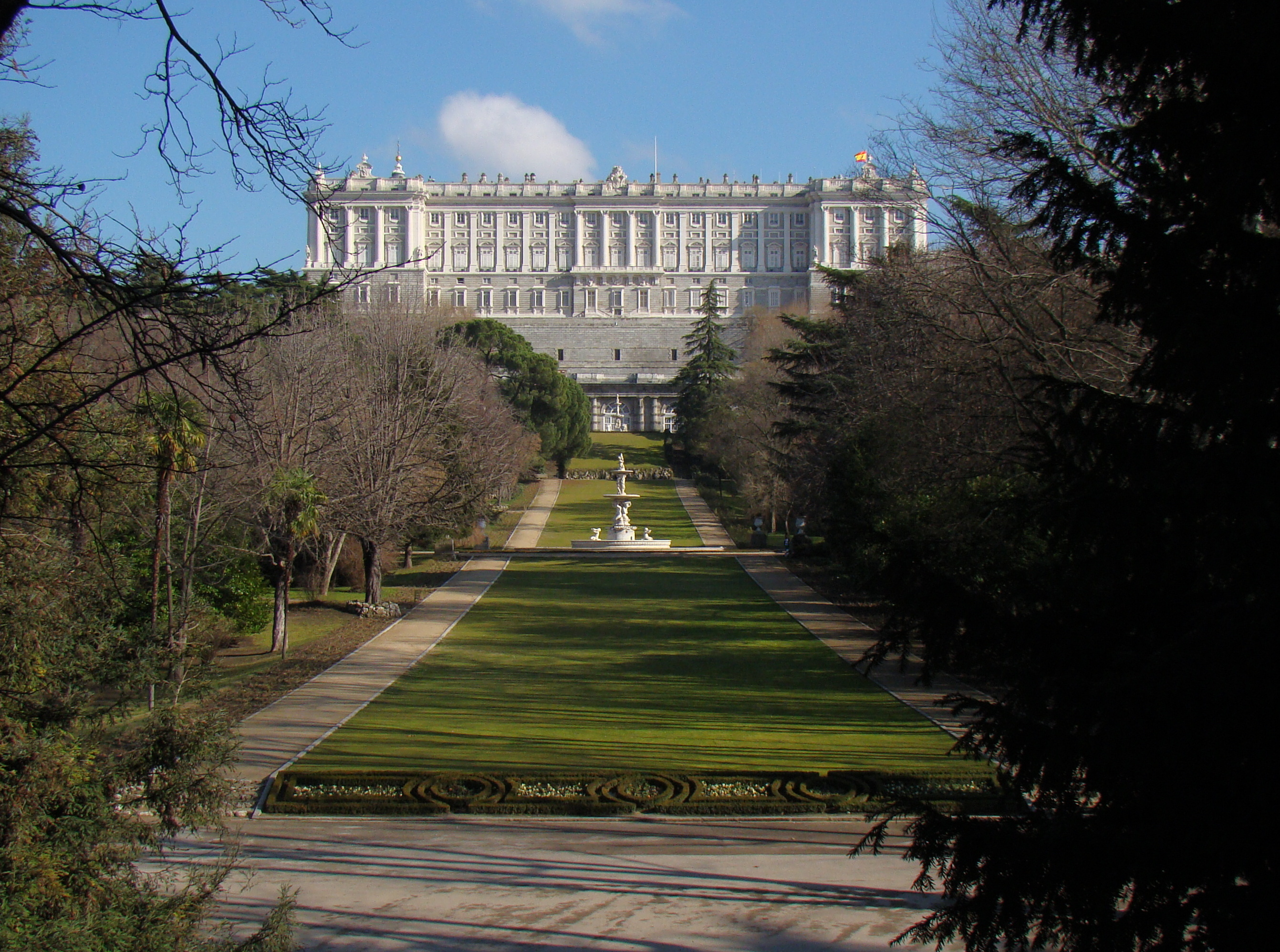
庭園から見た王宮

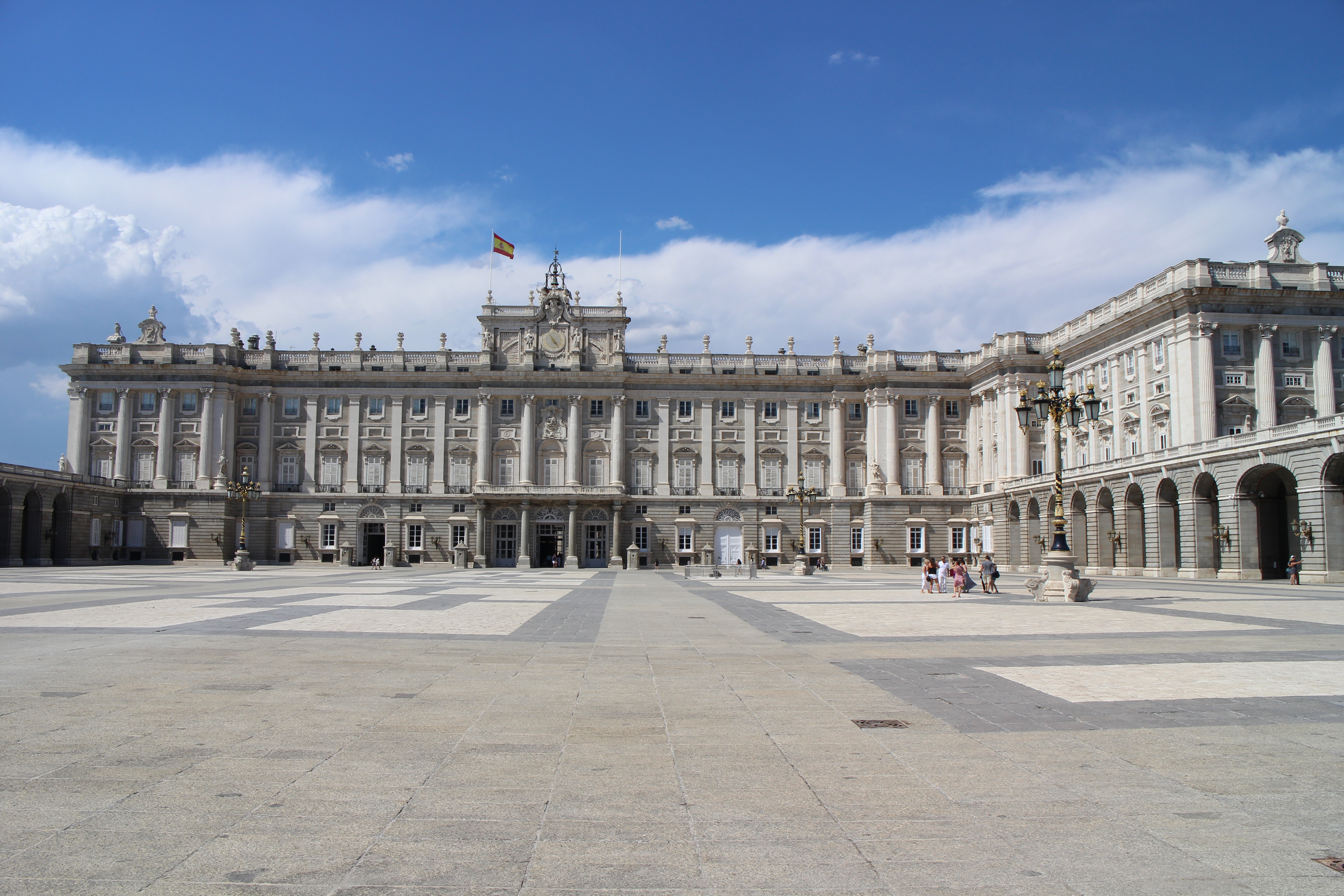
王宮

現在、宮殿のある場所は、10世紀からマイリット（mayrit もしくはマジュリート）と呼ばれる要塞が建っていた。
マイリットは後ウマイヤ朝アミールムハンマド1世 (en) 治下に辺境防衛のため建設され、後ウマイヤ朝崩壊の後はタイファのトレド王国に継承された。1085年、マドリードがカスティーリャ王アルフォンソ6世によって陥落すると、大邸宅はカスティーリャ王に使用された。1329年に、カスティーリャ王アルフォンソ11世は初めてマドリードにコルテスを招集した。フェリペ2世は1561年に宮廷をマドリードに移した。
古いアルカサル（Antiguo Alcázar）は、この場所に16世紀に建てられた。アルカサルは、1734年12月24日に全焼したがフェリペ5世は同じ場所に新たな宮殿の建設を命じた。建設は1738年から1755年にかけて行われ、フィリッポ・ユヴァーラとジョヴァンニ・バッティスタ・サンチェッティによってベルニーニ風に建てられた。協力したのはベントゥラ・ロドリゲス、フランチェスコ・サバティーニ、スシメントである。1764年に新たな宮殿を占有したのは、カルロス3世であった。

## 現在

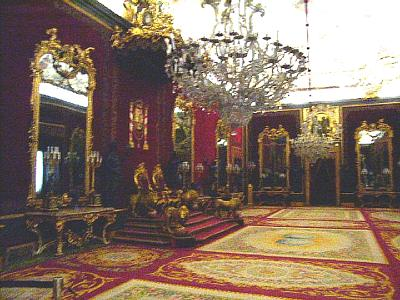
王座の間

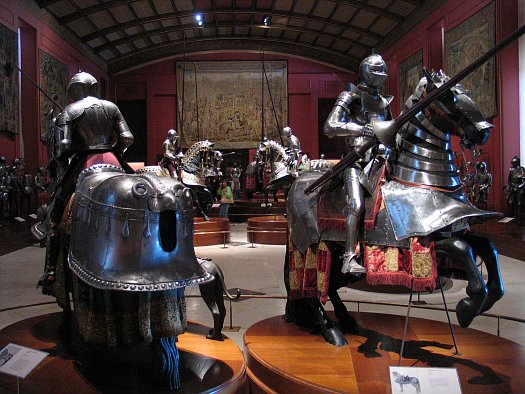
王立武具博物館

広大な宮殿は、ディエゴ・ベラスケス、ジョヴァンニ・バッティスタ・ティエポロ、アントン・ラファエル・メングス、ガスパリーニ、フアン・デ・フランデス、カラヴァッジオ、フランシスコ・デ・ゴヤといった芸術家の作品で贅沢に飾られている。歴史的に重要性のある王家の収集品のいくつかは宮殿内にあり、13世紀以降の兵器類を収める王立武具博物館、世界で唯一の完全なストラディヴァリウスの弦楽四重奏、タペストリー、磁器類、家具などを含む。
宮殿の西部分は、カンポ・デル・モーロという庭園である。1109年にここでムーア人首領アリ・ベン・ユースフとその部下たちが、キリスト教徒からマドリードとアルカサルを奪還しようとした故事にちなむ名前である。宮殿の東ファサードはオリエンテ広場とオペラハウスである王立劇場に面している。南側はアルマス広場という広い広場で、宮殿の狭い翼で囲まれている。同じく南側はアルムデナ大聖堂に面している。北側はサバティーニ庭園がある（建築家サバティーニにちなんだもの）。
アストゥリアス公フェリペ（のちの国王フェリペ6世）と民間出身の妃レティシアの結婚披露宴は2004年5月22日、宮殿の中央にある庭で行われた。
座標: 北緯40度25分5秒 西経3度42分50秒 / 北緯40.41806度 西経3.71389度